# Östkustakalat
Östkustakalat (Sheppardia gunningi) är en fågel i familjen flugsnappare inom ordningen tättingar.

## Utseende och läte
Östkustakalaten är en liten (11–12 cm) trastliknande skogslevande fågel. Ovansidan är brun med puderblå anstrykning över vingtäckarna. På huvudet syns en liten vit fläck på tygeln. På undersidan är den orangefärgad på strupe och bröst, övergående i vitt på buk och flanker. Sången är snabb och ljus men inte särskilt högljudd, bestående av ett flertal korta fraser som ofta upprepas. Varningslätet är en serie pipiga "seep".

## Utbredning och systematik
Östkustakalat delas in i fyra underarter:
- S. g. sokokensis - förekommer i kust- och skogsområden med vattendrag i sydöstra Kenya till östra Tanzania
- S. g. gunningi – förekommer i sydöstra Moçambique
- S. g. alticola – förekommer i östra Tanzania (Nguu Mountains)
- S. g. bensoni – förekommer i låglandsområden i nordvästra Malawi

### Familjetillhörighet
Akalater liksom fåglar som rödhake, näktergalar, stenskvättor, rödstjärtar och buskskvättor behandlades tidigare som en trastar (Turdidae), men genetiska studier visar att den tillhör familjen flugsnappare (Muscicapidae).

## Status
IUCN kategoriserar arten som nära hotad.

## Namn
Fågelns vetenskapliga artnamn hedrar Jan Willem Bowdewyn Gunning (1860-1912), holländsk zoolog som var direktör för Pretoria Museum 1897-1912.